# سابرينا فيريللي
سابرينا فيريللي (بالإيطالية: Sabrina Ferilli)‏ (ولدت في 28 يونيو 1964)، ممثلة سينما ومسرح إيطالية.لعبت دور داليدا في فيلم داليدا.

## مشوراها الفني
بدأت فيريللي في المشاركة في عدة أفلام ومسلسلات تلفزيونية منذ منتصف الثمانينيات، فضلا عن ظهورها في المسرح. إلا أن أول أدوارها المهمة، دورها في فيلم «الأمريكي الأحمر» في عام 1990. كما حصلت فيريللي على جائزة النقاد في مهرجان برلين السينمائي عن دورها في فيلم «يوميات مجنون» في عام 1993. على شاشة التلفزيون الإيطالي، أصبح لها شعبية كبيرة جداً، بعد دورها في مسلسل «الملتزم» عام 1999. ومن أدوارها المهمة تمثيلها لدور داليدا في الفيلم الإيطالي «داليدا» عام 2005. تزوجت فيريللي من المحامي الإيطالي أندريا بيروني بين عامي 2003-2005.من المعروف، أن سابرينا فيريللي من أكبر مشجعي نادي روما الإيطالي. وفي عام 1998، وعدت فيريللي بأنها ستتعرى علناً، إذا فاز روما بالدوري الإيطالي. وفي عام 2001، تحقق ذلك، إلا أنها وفت بوعدها فتعرت جزئياً دون ملابسها الداخلية، بعد انتقادات من الفاتيكان.اختيرت كأحب امرأة لقلوب الإيطاليين في استطلاع للرأي على الفئة العمرية من 15-34 عاماً.

## بدايتها في السينما
بدات في السينما منذ عام 1980و رغم ظهوره المبكر في سينما لكنه استهرات في المسرح إيطالي وبدات تلعب في عدة افلم سينمائيو وأول افلمه وهو فيلم المجنون واثاني افلمه فيلم الملتزم وفيلم طاكسي في شارع اشتهرات في فيلم حب في شتاءو في فيلم ان لماذ وفي المسرح أول مسرحية وهي مسرحية شريرة ومسرحية نساء الحب ومسرحية كلزيوم ومسرحية في اثينا ولعبة عدة مسرح ومسلسلة عديد جدا ومن اهمه هايل وهو مسلسل أمريكي وو ام مسلسلة إيطالية وهو مسلسل ادة دور البطولة في مسلسل روميو وجوليت.

## في الكليبات
ادت سابرينا فيريللي عدة كليبات وقد كانت مستعرضة في كليبات عرضت أول كليباته مع المغنية مادونا وثاني كليباته التي عرضة مع مغني أمريكي إمينيم وعرضة عدة كليبات مع عدة مغنين وكما مارسة الرقص في عدة كليبات التي صورتها

## ممارسة المسرح
هي مثلت كثيرا في المسرح ومن أعمالها:
الصقر الجرح
الكلوزيوم
في اثينا
مع اثينا
نساء شريرة
انا لماذ
حب في ليلي
من ثراة
زهور اليوم

## في التلفيزيون
- فيلم داليدا ويحكي عن حياة داليداالفنية وكيف كانث معيشتها وأخذا عنوان داليدا تروي حياتها

## وصلات خارجية
- الموقع الرسمي
- سابرينا فيريلي على موقع IMDb (الإنجليزية)
- سابرينا فيريلي على موقع ميتاكريتيك (الإنجليزية)
- سابرينا فيريلي على موقع روتن توميتوز (الإنجليزية)
- سابرينا فيريلي على موقع ألو سيني (الفرنسية)
- سابرينا فيريلي على موقع ميوزك برينز (الإنجليزية)
- سابرينا فيريلي على موقع أول موفي (الإنجليزية)
- سابرينا فيريلي على موقع ديسكوغز (الإنجليزية)
- سابرينا فيريلي على موقع قاعدة بيانات الفيلم (الإنجليزية)
- سابرينا فيريلي على موقع كينوبويسك (الروسية)